# Sferula (biologia)

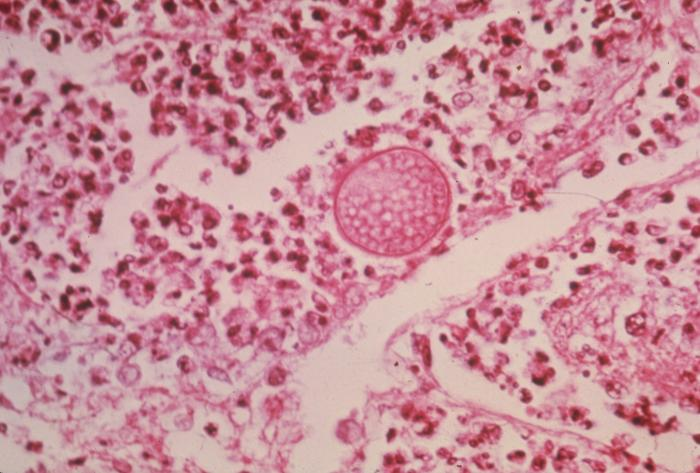
Utworzona przez Coccidioides immitis sferula z endosporami wewnątrz komórek człowieka

Sferula (ang. spherule) – kulista bańka wypełniona zarodnikami zwanymi endosporami. Sferule tworzą np. pasożytnicze grzyby dymorficzne z rodzaju Coccidioides. Gdy ich artrokonidia są wdychane przez podatnego żywiciela, lub gdy są hodowane na specjalnych podłożach w kontrolowanym środowisku, przekształcają się w sferule z endosporami. Sferule to duże, grubościenne, niepączkujące, okrągłe ciałka zawierające wiele endospor. Sferula może mieć średnicę 20–60 µm i endospory o średnicy 2–5 µm. Sferule mogą być całkowicie wypełnione endosporami lub mogą mieć centralną wakuolę z endosporami wyściełającymi wewnętrzną stronę ścianki sferuli. Ściana sferuli pęka, uwalniając endospory do otaczającej tkanki, a każda endospora może znowu tworzyć nowe endospory. Kiedy endospory lub sferule przenosi się do zwykłej pożywki laboratoryjnej i inkubuje w temperaturze pokojowej, kiełkują, tworząc formę strzępkową.